# Caillou
A Caillou (ejtsd Káju) kanadai televíziós flash animációs sorozat, amely először 1997. október 2. és 2010. október 3. között futott. Kanadában a Teletoon, a Treehouse TV és a PBS vetítette. Az Egyesült Királyságban a Cartoonito sugározta. Magyarországon az M2 és a Minimax adta le.

## Ismertető
A főszereplő Caillou, aki egy 4 éves kisfiú. Fölöslegesnek tartja megvárni, amíg felnő. Már úgy érzi magáról, hogy felnőtt. Örömét leli a világ legapróbb csodáiban is. Élénk képzelőereje segít neki, hogy a mindennapi élet dolgait is különleges eseményekké varázsolja. A hullócsillagokról szóló mese kárpótolja, hogy a tűznél még mindig nem segíthet a kerti sütésben. Szülei későn ébrednek, ezért tudja, hogy neki is szükséges segítenie a reggeli készülődésben, de nincsen hozzá kedve. Nem tetszik neki, hogy a szülei dolgoznak. Ezért is apukája megmutatja neki, hogy mindenkinek fontos dolgoznia. Gilbertet, a cicát elviszi a papájával állatorvoshoz. Aztán elmennek még a planetáriumba is.

## Szereplők
- Caillou – A főszereplő, már mindent úgy szeretne csinálni, mint egy felnőtt, ezért mindent meg akar ismerni.
- Doris / Anya – jól neveli gyermekeit, megtanít nekik egyet és mást.
- Boris / Apa – Megmutatja gyermekeinek, hogy jól álljon hozzá, mit csináljon ha megnő.
- Rosie – Caillou testvére. Jót játszik bátyjával, de néha fel is bosszantja.
- Alan – Caillou csoporttársa az óvodában, a játszótéren szeretnek játszani.
- Leo – Caillou csoporttársa az óvodában, néha elhívja vendégségbe játszani.
- Clementine – Caillou egy csoporttársa az óvodában, sötétes a bőre és érdekes frizurát visel.
- Sarah – Caillou egy csoporttársa az óvodában, legszívesebben sárkányt eregetni szeret.
- Caillou óvodatársa – Egy szőke lány, aki Caillounak óvodatársa, szeret játszani.
- Leila – Egy alkalommal egy új lány az óvodában, bátortalan, de Caillou megbarátkozik vele.
- Gilbert – Caillou cicája, jól viseli a család a gondját.

## Magyar hangok
- Kilényi Márk – Caillou (főcímdalban)
- Czető Ádám – Caillou (korábbi évadokban)
- Császár András – Caillou (későbbi évadokban)
- Talmács Márta – Clementine
- Ungvári Zsófia – Rosie
- Erdős Borcsa – Óvónő
- Mezei Kitty – Anya
- Welker Gábor – Apa (korábbi évadokban)
- Bartucz Attila – Apa (későbbi évadokban)
- Kajtár Róbert – Hinkle úr
- Kapácsy Miklós – Ted
- Csuha Lajos – Nagypapi
- Grúber Zita – Nagyi
- Zahorán Adrienne – mesemondó (narrátor)

## Epizódok

### 1. évad
1. Caillou nem fél többé
2. Caillou utálja a zöldségeket
3. Caillou teljesen egyedül van
4. Caillou rendbe rakja a játékait
5. Caillou vezetni tanul
6. Caillou az óvodában
7. Caillou beáll a cirkuszban
8. Caillou úszni tanul
9. Caillou barátai
10. Caillou új barátokat szerez
11. Caillou és az apukája
12. Caillou és az iskolabusz
13. Caillou meglepetés reggelije
14. Caillou hiányzó zoknija
15. Caillou vigyáz Rozira
16. Caillou bohócnak öltözik
17. Caillou sütit süt
18. Caillou fél a sötétben
19. Caillou elmegy az orvoshoz
20. Caillou, a nagy testvér
21. Caillou vásárolni megy
22. Caillou a fürdőkádban
23. Caillou felöltözik
24. Caillou macis felsője
25. Caillou bejárja a környéket
26. Caillou rejtekhelye
27. Caillou szülinapi ajándéka
28. Caillou és Gilbert
29. Caillou nyári éjszakája
30. Caillou fél a kutyáktól
31. Caillou elmegy az állatkertbe
32. Caillou esős napja
33. Caillou a parton
34. Caillou új cipője
35. Caillou hóembere

### 2. évad
1. Caillou bohócnak öltözik
2. Caillou különleges barátja
3. Caillou gereblyézik
4. Caillou idősebb barátja
5. Caillou színei
6. Caillou felad egy levelet
7. Caillou kempingezni megy
8. Caillou fél a sötétben
9. Caillou új bébiszittere
10. Caillou korcsolyázni tanul
11. Caillou répát ültet
12. Caillou elmegy a Vidámparkba
13. Caillou keresi Gilbertet
14. Caillou meglepetés reggelije
15. Caillou dolgozni megy
16. Caillou vitája
17. Caillou öregszik
18. Caillou csúszdázik
19. Caillou kutyát sétáltat
20. Caillou beteg
21. Caillou telefonál
22. Caillou vendégségbe megy
23. Caillou baba lett
24. Caillou repülőn utazik
25. Rozi zavarja Caillou-t
26. Caillou madárlesre megy
27. Caillou és a baba
28. Caillou megsérül
29. Caillou nagy lövése
30. Caillou felfedezi a dzsungelt
31. Caillou előadása
32. Caillou imádja a Halloween-t
33. Caillou piknikezik

### 3. évad
1. Szafarizzunk!
2. Csillagos este, csillagos éj
3. Kincsesláda – Caillou és a kempingezés – Evőpálcikák – A különleges kutyus
4. Caillou és a hőség – Caillou és a szerviz – Az elveszett kiskutya – Ünnepi varázslat
5. Caillou síelni megy – A következő megálló: szórakozás! – Caillou és a hajó – Caillou, a farmer
6. Vasárnapi ebéd – Caillou, a nap hőse – Caillou emeletes ágya – A szórakozás receptje
7. Caillou és az új szomszédok – Caillou iskolába megy – Caillou konyhája – Caillou tengeri kalandja
8. A kismadár – Áramszünet – Caillou és a fogorvos – Caillou főorvost segít
9. Caillou és a töklámpás – Caillou és a zene – Csináld magad! – Caillou és a kiárusítás
10. Egy, kettő, dörög az ég – Erdei kirándulás – Caillou házat fest – Caillou Hálaadása
11. Monnd, hogy csííz! – Aki kapja, marja – Caillou-nak begyullad a torka – Caillou, a bűvész
12. Délutáni bohóckodás – Caillou és a mesedélután – Caillou, az anyuka – Caillou és a baseball
13. A képregény – Bújócska – Caillou és a felhők – Caillou takarít
14. Caillou és a fogtündér – Fel akarok nőni! – Caillou és a hóember – Leo hörcsöge

### 4. évad
1. Caillou és a tücsök – Kutya ügyek – Pók-probléma
2. Caillou görkorcsolyázik – Ott repül a saláta – Caillou fütyülni próbál
3. Mi az a ringette? – Esős nap a strandon – Caillou mászik
4. Caillou ételt készít – Másképp is lehet – Caillou bowlingozik
5. Caillou, a nagyfiú – Caillou szemüvege – Caillou táncmulatsága
6. Caillou árnyéka – Repcsik – Az avarkupac
7. Két gyerek, egy űrhajó – Nagypapa eddz – A biztonság őre
8. Sietős málna – Mikor korcsolyázunk? – Caillou csuklik
9. Békák és zebrák – Csillámpor – A rendetlen terem
10. Többet vissza nem adom! – Cipőgondok – A mesekocsi
11. Caillou dala – Utánam, majmok! – Hol lehet Caillou?
12. Olajbogyó-bajok – Caillou gyurmázik – A Gömbvillám expressz
13. Sara sárkánya – Caillou új játéka – Emlékeztető tapasz
14. Caillou komposztál – Caillou fája – Caillou víztakarékos
15. Nyuszimuszi – Enyém! – Puki-parti
16. Hol van a Mars? – Emma pótuzsonnája – Elveszett dolgok
17. Caillou mini-maratonja – Caillou vitorlázik – Nagy vagyok már?
18. Clementina, az utánozó majom – Caillou plakátja – Buli a kis házban
19. Segítünk a szomszéd néninek – Jótékonysági verseny – Az új lány
20. Kölcsönkönyv – Csonti Jack tönkremegy – Aprólék
21. Az áfonyás domb – Az ovihörcsög – A kertben
22. Caillou tevegél – Nekem nem túl nagy – Repülő csészealj
23. Papi rejtvényei – Játssz velem! – Caillou balszerencséje
24. Találós kérdés – Caillou kedvenc pulcsija – Az ásatáson
25. Caillou vezényel – Caillou kapitány – Caillou ordít
26. Meglepetés pillangók – Foci gondok – Te nem vagy Márti néni!